# Yunior Alcántara
Yunior Alcántara Reyes (* 10. Februar 2004 in Higüey) ist ein dominikanischer Boxer im Fliegengewicht. Er gewann eine Bronzemedaille bei den Olympischen Spielen 2024 in Paris.

## Karriere
Alcántara gewann Silber bei den Zentralamerika- und Karibikspielen 2023 in San Salvador und Gold bei den Panamerikanischen Spielen 2023 in Santiago. Bei der Weltmeisterschaft 2023 in Taschkent verlor er im zweiten Kampf gegen den Japaner Kazuma Aratake.
Als Panamerikaspielesieger war er für die Olympischen Spiele 2024 in Paris qualifiziert, wo er nach Siegen gegen Nijat Huseynov aus Aserbaidschan und Rafael Lozano aus Spanien, sowie einer Niederlage im Halbfinale gegen den Franzosen Billal Bennama eine olympische Bronzemedaille gewann.